# Сангушко, Шимон Самуил
Князь Шимон Самуил Сангу́шко (Ковельский; 1570 — ноябрь 1638) — государственный и военный деятель Речи Посполитой, маршалок оршанский и каштелян мстиславский (с 1620 года), каштелян витебский (1621—1626), воевода витебский (1626—1638), староста суражский.

## Биография
Представитель знатного литовского княжеского рода Сангушко герба «Погоня». Сын князя Андрея Григорьевича Сангушко (ум. 1591) и Софии Павловны Сапеги (ум. после 1592).
Учился в Ингольштадском университете. Участник войн Речи Посполитой против Швеции (1600—1629) и Русского государства (1609—1618). Отличился в битве против шведов под Кокенгаузеном, позднее оборонял Витебск от русской армии. В 1620 году князь Шимон Самуил Сангушко получил должности маршалка оршанского и каштеляна мстиславского. В 1621 году был назначен каштеляном витебским. В 1623 году Шимон Самуил Сангушко вошел в состав комиссии для расследования убийства в 1623 году в Витебске униатского архиепископа Иосафата Кунцевича. В 1626 году получил должность воеводы витебского.
Первым из рода князей Сангушко перешел из православия в римско-католическую веру.
Построил в местечке Смоляны замок «Белый Ковель». Собрал большую библиотеку, составил родословную Сангушко, выводя свой род от Любарта Гедиминовича, занимался рисованием и гравюрой. Автор ряда печатных речей.

## Семья
Был дважды женат. Его первой женой стала Анна Завиша (ум. 1619), дочь Юрия Завиши, от брака с которой имел трёх сыновей и трёх дочерей:
- Казимир Сангушко (? — 1655)
- Иероним Владислав Сангушко (1611—1657), епископ-суффраган виленский (1644—1655) и епископ смоленский (1655—1657)
- Ян Владислав Сангушко (? — 1652), староста суражский
- Екатерина Сангушко, жена хорунжего оршанского Яна Статкевича
- Криштина Сангушко, жена маршалка браславского Яна Николая Рудомина-Дусяцкого
- Ефросинья Сангушка, жена дворянина королевского Ежи Шверина

Вторично женился на Терезе Гонсевской (ум. 1635), дочери воеводы смоленского Александра Корвин Гонсевского (ок. 1575—1639) и Евы Пац. Второй брак был бездетным.